# The Dream Academy (album)
The Dream Academy è il primo album del gruppo musicale britannico omonimo, pubblicato dalla Blanco y Negro Records e dalla Warner nel novembre 1985.

## Descrizione
Prodotto da Nick Laird-Clowes, David Gilmour, George Nicholson, Gary Langan e, solo per il brano The Love Parade, da Alan Tarney, venne pubblicato dapprima in LP e musicassetta e più tardi stampato su CD, l'album di debutto dei Dream Academy è una commistione suggestiva di folk-rock e dream pop dove vengono impiegati strumenti sino allora piuttosto inconsueti nella musica pop come l'oboe, il corno inglese, la fisarmonica e il sassofono.
| Recensione    | Giudizio |
| ------------- | -------- |
| AllMusic      |          |
| Sputnik Music |          |

Composto da dieci brani, l'album riscosse lusinghiero successo di critica e pubblico soprattutto negli Stati Uniti, trainato dal singolo Life in a Northern Town, pubblicato dieci mesi prima, piazzandosi alla posizione n. 20 della Billboard Hot 100, mentre nel Regno Unito raggiunse soltanto la posizione n. 58 della UK Albums Chart.
Dall'album vennero ricavati quattro singoli: oltre al primo, già citato, seguì un 45 giri promozionale con il brano This World e, tra il novembre del 1985 e l'aprile 1986, il terzo singolo con la loro cover del brano degli Smiths Please, Please, Please Let Me Get What I Want che aveva come lato B In Places on the Run, mentre il quarto singolo, The Love Parade, che ottenne ancora un discreto successo di classifica negli Stati Uniti, aveva come lato B Girl in a Million, brano dedicato a Edie Sedgwick, che non sarà pubblicato in nessun album fino al 2014, quando comparve nella seconda antologia The Morning Lasted All Day: A Retrospective.
La Warner realizzò quattro video musicali dei brani dell'album, Life in a Northern Town e The Love Parade (entrambi in due versioni), This World e Please, Please, Please, Let Me Get What I Want.

## Brani
Il brano d'apertura, Life in a Northern Town, un'elegia al cantautore folk-rock Nick Drake, musicalmente unisce elementi classici a canti africani (evidenziati nel ritornello) e pop psichedelico. The Edge of Forever è un brano in stile pop sofisticato molto ritmato che sarà utilizzato nella colonna sonora del film Una pazza giornata di vacanza.
Il brano di chiusura del primo lato, This World, inizia con effetti sonori ambientali cittadini di gente che si reca al lavoro (il cui video musicale fu girato a New York), e riflette le preoccupazioni di Laird-Clowes riguardanti il fatto che i suoi amici diventassero dipendenti da sostanze stupefacenti in un mondo sempre più frenetico. Nel finale del brano The Party vennero utilizzati degli estratti di Life in a Northern Town e di The Edge of Forever.

## Tracce
Lato A
1. Life in a Northern Town – 4:19 (Nick Laird-Clowes, Gilbert Gabriel)
2. The Edge of Forever – 4:23 (Nick Laird-Clowes, Gilbert Gabriel)
3. (Johnny) New Light – 4:23 (Nick Laird-Clowes, Gilbert Gabriel)
4. In Places on the Run – 4:27 (Nick Laird-Clowes, Gilbert Gabriel)
5. This World – 5:07 (Nick Laird-Clowes, Gilbert Gabriel)

Durata totale: 22:39
Lato B
1. Bound to Be – 3:08 (Nick Laird-Clowes, Gilbert Gabriel)
2. Moving On – 5:14 (Nick Laird-Clowes, Gilbert Gabriel)
3. The Love Parade – 3:47 (Nick Laird-Clowes, Gilbert Gabriel)
4. The Party – 5:07 (Nick Laird-Clowes)
5. One Dream – 2:32 (Nick Laird-Clowes)

Durata totale: 19:48

## Formazione
I crediti sono ripresi dalla pubblicazione originale.

### Componenti dei The Dream Academy
- Gilbert Gabriel – tastiere, voce
- Nick Laird-Clowes – chitarre, armonica, voce
- Kate St John - pianoforte, sax tenore, oboe, corno inglese, fisarmonica

### Musicisti aggiunti
- Gary Barnacle – sax tenore
- Dave DeFries - trombe
- Peter Buck – chitarra in The Party
- David Gilmour – chitarre in Bound to Be e The Party
- Greg Dechert – Organo Hammond
- Mickey Feat, Pino Palladino, Guy Pratt – bassi
- Chucho Merchan – contrabbassi
- Tony Beard, Bosco DeOliveira, Luís Jardim, Ben Hoffnung, Jake LeMesurier, Dave Mattacks – batterie, percussioni

## Classifiche
| Classifica  | Posizione |
| ----------- | --------- |
| Regno Unito | 58        |
| Classifica  | Posizione |
| Stati Uniti | 20        |